# Haigia nevadana
Haigia nevadana är en tvåvingeart som beskrevs av Steyskal 1961. Haigia nevadana ingår i släktet Haigia och familjen fläckflugor.
Artens utbredningsområde är Washington. Inga underarter finns listade i Catalogue of Life.